# Guinni Kôma
Guinni Kôma (arabisch, auch: französisch Île du Diable, dt. Teufelsinsel) ist eine unbewohnte Insel im Ghoubbet-el-Kharab. Zusammen mit der kleineren, nordwestlich gelegenen Nachbarinsel Ounda Guinni Kôma bildet sie die Îles du Diable (Devil’s Islands).

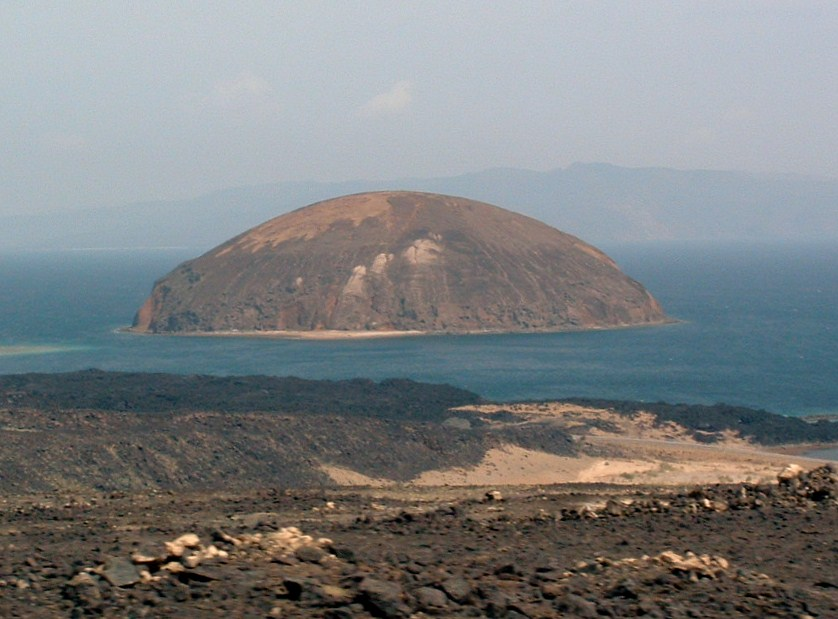
Guinni Kôma

## Geographie
Die Insel liegt im Nordwesten des Ghoubbet-el-Kharab. Sie ist rund und ganz deutlich als ehemals untermeerischer Vulkankegel zu erkennen. Auf dem Gipfel hat man Fossilien von Austern gefunden. Sie misst nur ca. 500 m im Durchmesser. Zusammen mit der Nachbarinsel Ounda Guinni Kôma und der Halbinsel Baddi Kôma (Presqu'île de diable (Lage)), auf der sich zwei weitere gut erhaltene Krater finden, ist sie Teil des Ardoukoba-Vulkangebietes, wo der Ostafrikanische Graben aufreißt.